# Galliano Rossini
Galliano Rossini (* 17. Mai 1927 in Ancona; † 13. November 1987 ebenda) war ein italienischer Sportschütze.

## Erfolge
Galliano Rossini nahm an fünf Olympischen Spielen im Trap teil. 1952 belegte er mit 187 Punkten in Helsinki den siebten Platz. Bei den Olympischen Spielen 1956 in Melbourne erzielte er mit 195 Treffern das beste Resultat des Wettkampfs und wurde vor Adam Smelczyński und Alessandro Ciceri Olympiasieger. Vier Jahre darauf erreichte Rossini mit 191 Punkten den zweiten Platz hinter Ion Dumitrescu, der 192 Punkte erzielt hatte, und vor Sergei Kalinin mit 190 Punkten. 1964 gelang ihm in Tokio mit 194 Punkten ebenso wie Pāvels Seničevs und Bill Morris das zweitbeste Resultat nach Ennio Mattarelli, der mit 198 Treffern die Goldmedaille gewann. Im Stechen traf Seničevs sämtliche 25 Scheiben, während Morris einen Fehlschuss zu verzeichnen hatte. Da Rossini zwei Ziele verfehlte, verpasste er einen weiteren Medaillengewinn. Bei seiner letzten Olympiateilnahme 1968 in Mexiko-Stadt schloss er den Wettbewerb auf dem 13. Platz ab.
Bei Weltmeisterschaften gewann Rossini 1954 in Caracas, 1959 in Kairo und 1967 in Bologna mit der Mannschaft den Titel. Darüber hinaus sicherte er sich mit ihr 1958 in Moskau Silber sowie 1952 in Oslo und 1970 in Phoenix Bronze. Im Einzel wurde Rossini 1954 und 1958 Vizeweltmeister, 1959 belegte er den dritten Platz.